# Malien (Cameroun)
Malien est un village du Cameroun situé dans le département du Noun et la Région de l'Ouest. Il fait partie de l'arrondissement de Malentouen.

## Population
En 1967, la localité comptait 747 habitants, principalement Bamoun. Lors du recensement de 2005, on y a dénombré 1 879 personnes.

## Infrastructures
La localité dispose d'une école publique.